# El Camp de l'Arpa del Clot
Camp de l'Arpa del Clot este un cartier din districtul 10, Sant Martí, al orasului Barcelona.